# Victor Vâlcovici

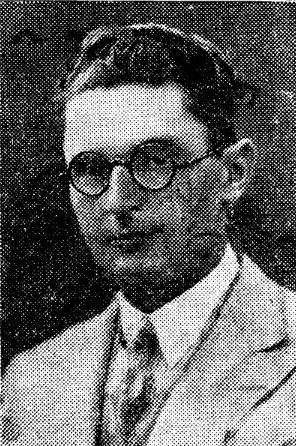
Profesorul Vâlcovici în 1937

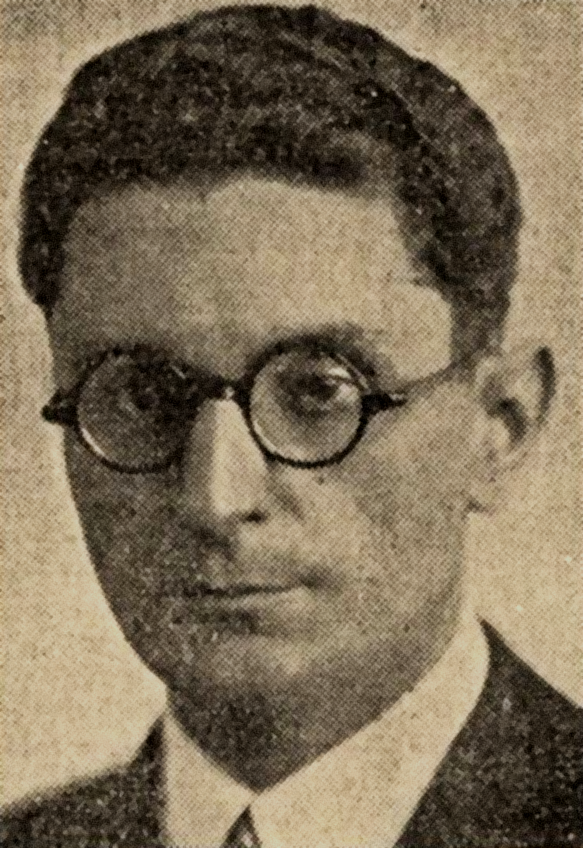
Profesorul Vâlcovici în 1939

Victor Vâlcovici (n. 9/21 septembrie 1885, Galați, România – d. 21 iunie 1970, București, România) a fost un matematician român, membru titular (1965) al Academiei Române.

## Studii
A urmat școala primară și liceul la Brăila (actualul Colegiu Național „Nicolae Bălcescu”) , fiind des întâlnit în coloanele „Gazetei matematice”, în calitate de rezolvitor de probleme și apoi de colaborator. A devenit student al Facultății de Științe din București, avându-i ca profesori pe Spiru Haret și Gheorghe Țițeica. A obținut rezultate excepționale, deschizându-i-se astfel o carieră universitară, printr-o bursă la Universitatea din Göttingen.

## Cariera
Lucrarea sa de doctorat Mișcări fluide discontinue cu două linii libere, care corespundea preocupării științifice ale epocii, a atras atenția specialiștilor și a fost des citată în scrierile referitoare la aceste fenomene. Rezultatele sale în legătură cu schema considerată, numită în lucrările de specialitate „schema Vâlcovici-Birkhoff”, au fost expuse în detaliu de Umberto Cisotti, apoi reluate de Garet Birkhoff.
Reîntors în țară, Victor Vâlcovici a preluat catedra de matematică la Universitatea din Iași, unde i-a succedat lui Dimitrie Pompeiu. În 1921, în urma înființării Școalei Politehnice din Timișoara, grație stăruințelor lui Traian Lalescu, Vâlcovici devine profesor la Timișoara și este ales rector al noului centru de învățământ superior tehnic.
Cu simțul datoriei împlinite, lăsând la Timișoara un institut înfloritor, acesta se stabilește ca profesor de mecanică în 1930 la Universitatea din București activând până în 1962 când a fost ales membru al Academiei Române. În 1965 a devenit membru titular al Academiei.
Între anii 1936-1937 este președinte al OREX ("Oficiul Român pentru activarea comerțului exterior") din București, societate anonimă înființată special pentru a crea relații comerciale cu Japonia. Vicepreședinte al acesteia a fost profesorul V. V. Tilea; consilieri N. Guranda, col. Ghe. Todicescu, S. Stoenescu, ing. Gr. Melinte și col. C. C. Herjeu. Toți au demisionat în anul 1937.
A fost membru titular al Academiei de Științe din România începând cu 5 iunie 1943.

## Activitate științifică
Victor Vâlcovici este considerat creatorul hidrodinamicii și al aerodinamicii teoretice românești și primul mecanician de anvergură pe care l-a dat țara noastră. Opera sa științifică are peste 150 de lucrări dedicate mecanicii analitice, teoriei elasticității, astronomiei și cosmogoniei. De numele său se leagă importante cercetări asupra problemei la limita mixtă a lui Volterra, asupra teoremelor universale ale mecanicii, asupra principiilor lui D'Alambert și Lagrange, asupra teoriei mișcării lichidelor pe suprafețele Bernoulli, asupra generalizării ecuațiilor lui Ciaplîghin.
A întreprins cercetări cu caracter fundamental de mare interes în teoria elasticității, continuând, în special studiile lui Leonhard Euler asupra teoriei flambajului tijelor elastice cu aplicații la tehnica extracției petrolului. De asemenea, a studiat generalizarea legii de recesie a lui Hubble. Și-a încheiat activitatea științifică prin cercetări cosmogonice și asupra extinderii Universului.
A avut preocupări și în domeniul istorie și filozofiei științei (formulând principiul aristotelic al relativității) cu articole ca Fundamentele mecanicii sau Mecanica în cadrul științelor pozitive publicate in Studii și cercetări matematice și Memoriul sectiunii științifice a Academiei Române.

## Distincții
- titlul de „Om de Știință Emerit al Republicii Populare Romîne” (5 noiembrie 1962) „pentru activitatea îndelungată, contribuție în dezvoltarea științei și merite deosebite în dezvoltarea învățămîntului superior”[4]
- Ordinul „Meritul Științific” clasa I (26 septembrie 1966) „pentru merite deosebite în activitatea științifică, cu prilejul Centenarului Academiei Republicii Socialiste România”[5]

## Lucrări publicate
- Mișcarea fluidă discontinuă cu două linii libere, 1913
- Mecanică teoretică (1959; ed. a II-a, 1963) - în colaborare cu Ștefan Bălan, Radu Voinea ș.a.
- Principiile variaționale ale mecanicii, 1963
- Opere Vol. I (1969)
- Opere Vol. al II-lea (1971)
- Opere Vol. al III-lea (1973)

## Citate
De la rolul de tehnician, care execută o lucrare conform ordinelor primite, atribuit de fizica clasică matematicii, fizica cuantică promovează matematica la rangul de cercetător direct al adevărului naturii; matematica suplinește de multe ori imaginația fizică în momentele de carență.